# Джесси Уолш
Джесси Уолш (англ. Jesse Walsh) — персонаж киносериала «Кошмар на улице Вязов», главный герой второго фильма серии. Персонажа создал Дэвид Часкин, а роль исполнил американский актёр Марк Паттон. Джесси стал первым главным мужским персонажем в серии. Является культовым персонажем ЛГБТ-кинематографа и считается гей-иконой. Некоторые критики называют персонажа вариацией типажа «последняя выжившая девушка» в жанре ужасов и иногда называют «последним выжившим парнем».

## История

### Фильм
Спустя 5 лет после событий в жизни Нэнси Томпсон, проживающей в доме № 1428 на улице Вязов, в роковой особняк въезжает новая семья — мистер и миссис Уолш с сыном Джесси и младшей дочерью Анджелой. Уже в скором времени, Джесси начинают мучить кошмары, в которых появляется таинственный мужчина, настойчиво зазывающий юношу в подвал, где, как вскоре выясняет Джесси, хранится пугающая самодельная перчатка с лезвиями на пальцах.
Между тем, Джесси пытается освоиться на новом месте — у него появляется подруга Лиза, которую он каждый день подвозит в школу. С натяжкой дружбой можно назвать и общение — включающее неоднократные потасовки — с местным хулиганом Роном Грейди. Мальчики учатся в одном классе и постепенно проникаются симпатией друг к другу на основе общей ненависти к тренеру Шнайдеру — известному своими нетрадиционными сексуальными предпочтениями.
В то же время отношения Джесси и Лизы застряли на стадии дружеских, хотя оба понимают, что испытывают друг к другу нечто большее. Помогая юноше с уборкой комнаты, Лиза находит таинственный дневник девушки, жившей здесь несколько лет назад: Нэнси Томпсон описывает свои кошмары и события первой части, в которой погибли её друзья. Девушка даже называет имя — Фред Крюгер. Джесси вспоминает бредовые истории, которые рассказал ему Грейди: о девушке, что сошла с ума, когда увидела, как её парня убили в доме напротив.
Джесси понимает, что с ним происходит нечто странное: Крюгер пытается завладеть его телом, заставляя убить тренера Шнайдера. Джесси в панике — он чуть было не навредил своей сестре, а теперь он боится, что может быть опасным для окружающих.
Пытаясь успокоить Джесси, Лиза остаётся с ним в домике для гостей во время вечеринки, которую она устроила для друзей. Молодые люди начинают целоваться и гигантские язык появляется изо рта Джесси и начинает ласкать его подругу. Джесси выбегает из домика и направляется к Грейди: он просит друга не спать и наблюдать за ним на тот случай, если что-то странное начнёт происходить.
Беда не заставляет себя долго ждать — не приняв всерьёз слова друга, Грейди решает, что Джесси нужно отоспаться, и как только он закрывает глаза, с мальчиком начинает происходить нечто странное — будто кто-то рвётся наружу, разрывая Джесси изнутри. Уже через несколько минут в запертой комнате появляется пугающий мужчина, который убивает Грейди, а затем направляется на вечеринку.
Где Лиза пытается найти Джесси. Юноша врывается в дом подруги весь в слезах и чьей-то крови. Он признается Лизе, что убил тренера Шнайдера, а также Грейди несколько минут назад. И вот Фредди вновь вырывается наружу: Крюгер нападает на Лизу, но Джесси помешал ему убить девушку. Тогда маньяк решает посетить вечеринку у бассейна, на которой погибло много школьников, прежде чем Крюгер исчезает в неизвестном направлении. Лиза понимает, что Джесси находится где-то внутри Крюгера, и она знает, где его искать — она приезжает на заброшенную электростанцию. Финал картины остался открытым: погибли ли Джесси и Лиза, или это был очередной кошмар?

### Концепция
Создателей фильма часто упрекают в том, что в фильме слишком много сцен гомосексуального характера. Режиссёр картины, Джек Шолдер, отрицает этот факт, но многим зрителям показалось, что в Джесси слишком много подавленной гомосексуальности. Вероятно, это обуславливается тем, что исполнитель роли Джесси, Марк Паттон, придерживается нетрадиционной сексуальной ориентации.
Сам актёр в одном из интервью сказал: «Не думаю, что персонаж изначально был написан, как гей. Иногда такое происходит на интуитивном уровне, это читалось между строк».
В интервью для журнала «Attitude» исполнитель роли Фредди Крюгера актёр Роберт Инглунд сказал: «Определённо в фильме есть бисексуальный контекст. Это были ранние 80-е, до начала эпидемии СПИДа. Фактически Фредди стал проявлением внутренней борьбы Джесси — совершать каминг-аут или нет. Его влечёт к другу. Всё это есть в фильме. Это было сделано осторожно, но кастинг Марка Паттона не был случайным. Он только что сыграл в фильме «Приходи ко мне на встречу, Джимми Дин, Джимми Дин».

## Образ персонажа

### Кастинг
В борьбе за роль Джесси Уолша актёр Марк Паттон обошёл Брэда Питта и Мэтта Деймона. Работая над образом, Паттон вдохновлялся игрой актрисы Элли Шиди в фильме «Клуб «Завтрак»» 1985 года.

### Критика
Некоторые фанаты франшизы окрестили картину «гомосексуальной комедией» и считают самой неудачной в серии. Кроме того, многие критики уверены, что в сюжетной связи между Крюгером и Джесси присутствует гомосексуальный подтекст — появление Крюгера ассоциируется со страхом каминг-аута у Джесси. Юношу мало интересует его подруга Лиза, а после неудачной попытки поцеловать девушку он проникает в спальню своего одноклассника Рона. Также в одной из сцен юноша оказывает в гей-баре для мазохистов, где он встречает своего учителя физкультуры, тренера Шнайдера. Эти спекуляции подогревали тот факт, что в период 1980-х годов актёр Марк Паттон скрывал свою гомосексуальность. По словам актёра, тогда Голливуд был крайне нетерпим к представителям нетрадиционной сексуальной ориентации. Каждый стремился пошутить по этому поводу, а папарацци дежурили у клубов в желании выяснить, кто из актёров — гей. Поэтому когда на актёра свалилась слава после выхода фильма, он решил, что не хочет жить в такой обстановке. Паттон совершил каминг-аут вскоре после выхода фильма и покинул шоу-бизнес. По мнению многих критиков, это было ошибкой, так как у юноши был огромный актёрский потенциал.

### Актёры
После неожиданного успеха и пристального внимания к «Потерянным дневникам Джесси», актёр Марк Паттон начал работу над собственным документальным проектом под названием «Кричи, Королева! Мой кошмар на улице Вязов» (англ. Scream, Queen: My Nightmare On Elm Street). Фильм рассказывает о том, как Паттон работал над противоречивой ролью, погубившей его карьеру в период эпидемии СПИДа в США и травли геев.
В съёмках картины приняли участие другие актёры и создатели картины. 
Автор сценария Дэвид Часкин занимает твёрдую позицию, что в самом сценарии не было никаких гомосексуальных намёков, а ненависть фанатов франшизы к фильму обуславливается лишь «женственной» манерой игры Паттона.
Тем не менее, актёр Роберт Раслер (сыгравший друга Джесси, Грейди) подтвердил в документальном фильме — как и в более ранних интервью — что даже в период съёмок ему был очевиден этот подтекст.
Такую же позицию занимает исполнитель роли тренера Шнайдера Маршалл Белл: «Меня убивают голого и связанного в мужской раздевалке после встречи в BDSM-баре. А ещё этот шлепок полотенцем по голой заднице. О чём тут ещё рассуждать?».
Исполнитель роли Фредди Крюгера Роберт Инглунд также вспомнил о съёмках сцены, где маньяк хватает мальчика, прижимает его к стене и проводит лезвием по лицу: «Я прекрасно понимал, что это была сцена соблазнения. Я спросил у Марка, можно я ненадолго засуну лезвие тебе в рот?».
Актриса Ким Майерс вспоминает, что в период съёмок у неё не было мыслей о «гомосексуальном подтексте картины». Вероятно, это связано с тем, что все подобные сцены обходились без её участия.